# Кустолове (річка)
Ку́столове — річка в Україні, в межах Машівського (витоки), Новосанжарського та Кобеляцького районів Полтавської області. Ліва притока Ворскли (басейн Дніпра).

## Опис
Довжина річки 60 км, площа басейну 346 км². Долина неглибока, розлога. Заплава в багатьох місцях заболочена. Річище помірно звивисте, здебільшого маловодне, часто пересихає. Споруджено кілька ставків.

## Розташування
Річка бере початок на схід від села Кустолово-Суходілка. Тече переважно на південний захід. Впадає до Ворскли на північ від села Комарівки, що на південь від смт Біликів. 
На берегах річки Кустолове розташовані села: Кустолово-Суходілка, Варварівка, Галущина Гребля, Кустолове, Лисівка, Мушина Гребля, Червоні Квіти, Білоконівка, Чорбівка.